# Orquestra Filarmônica da Radio France
A Orquestra Filarmônica da Rádio da França é uma rádio orquestra francesa, fundada em 1937.

## Nomes da Orquestra
- Orchestre Philharmonique de Radio France (1989–)
- Nouvel Orchestre Philharmonique de Radio France (1976–1989)
- Orchestre Philharmonique de l'ORTF (1964–1975)
- Orchestre Philharmonique de la Radiodiffusion Française (1960–1964)
- Orchestre Radio-Symphonique (1937–1964)

## Diretores Musicais
- Eugène Bigot (1949–1965)
- Charles Bruck (1965–1970)
- Serge Blanc (1973–1975)
- Gilbert Amy (1976–1981)
- Hubert Soudant (1981-1983)
- Marek Janowski (1989–2000)
- Myung-Whun Chung (2000–2015)
- Mikko Franck (2015–presente)